# Danny Vukovic
Daniel Vukovic (Sydney, 27 de março de 1985) é um futebolista australiano, de ascendência sérvia e que atua como goleiro. Atualmente joga pelo Central Coast Mariners.

## Carreira
Vukovic foi convocado para defender a Austrália na Copa das Confederações de 2017, como também no Mundial de 2018. Sua estreia pelos Socceroos aconteceu exatamente na data de seu aniversário, no dia 27 de março de 2018, ao entrar no segundo tempo em um amistoso diante da Colômbia. E por sinal, estreou com o pé direito. Nos minutos finais da partida ele defendeu um pênalti batido por Miguel Borja e que garantiu o empate em 0x0.

## Títulos

### Clube
Central Coast Mariners
- A-League: 2007–08 e 2022–23
- Copa da AFC: 2023–24

Melbourne Victory
- FFA Cup: 2015

Sydney FC
- A-League: 2016–17

Genk
- Jupiler Pro League: 2018–19
- Supercopa Belga: 2019

### Seleção
Austrália
- Campeonato Sub-20 da OFC: 2005